# Médaille Paracelse
La médaille Paracelse (Paracelsus-Medaille) est la plus haute distinction médicale allemande. Créée en 1952, elle est décernée chaque année à trois médecins.
Parmi les récipiendaires figurent Albert Schweitzer (1952), Max Nonne (1953), Willy Hellpach (1953), Grete Albrecht (1962), Hans Carossa (1956), Rudolf Nissen (1967) et André Wynen (1996). 
Sa dénomination rend hommage à Paracelse, alchimiste, astrologue et médecin de la Renaissance.